# Induktionsgeber

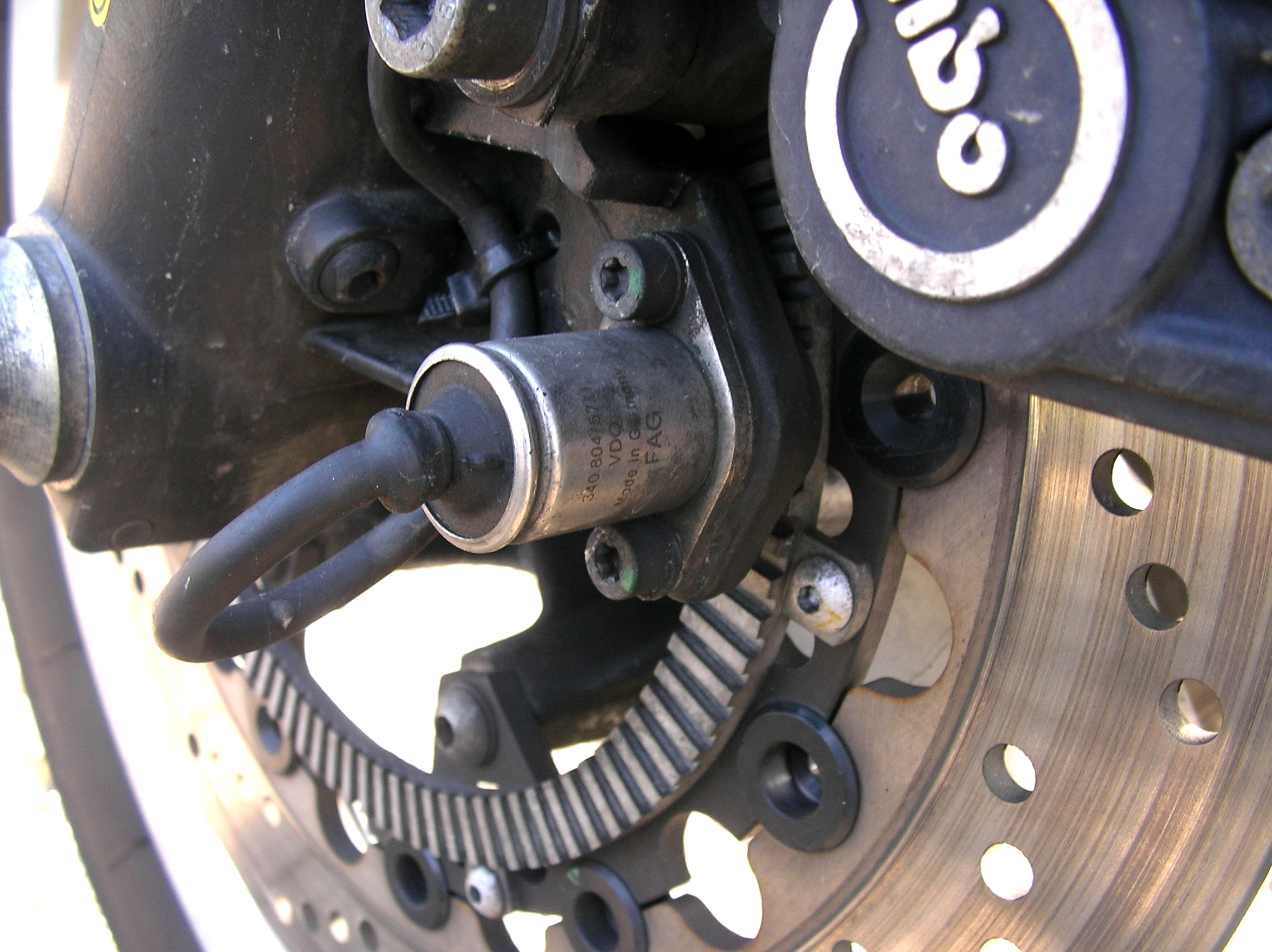
ABS-Induktionsgeber am Vorderrad einer BMW K 1100 LT

Induktionsgeber (Induktivgeber) dienen zur Übermittlung von Zählimpulsen und sind häufig Bestandteil von Drehzahlsensoren. Sie finden vielfache Verwendung in Maschinen und Fahrzeugen. Sie befinden sich etwa an den Rädern als ABS-Drehzahlsensoren, als Drehzahl- und Bezugsmarkengeber am Schwungradzahnkranz und als berührungslose Impulsgeber in elektronischen Zündanlagen.
Früher wurden sie auch zur Erzeugung von Sinuswellen in elektromechanischen Tongeneratoren eingesetzt.

## Funktionsweise
Im Gehäuse des Induktionsgebers befindet sich eine Spule mit Eisenkern, an dessen Ende ein Dauermagnet sitzt. Über den Eisenkern wird in der Induktionswicklung ein Magnetfeld erzeugt. Durch die Drehung eines Inkrementenrades ändert sich ständig die Magnetfeldstärke in der Spule und es wird eine Wechselspannung induziert. Die Frequenz der Wechselspannung ändert sich mit der Drehzahl. Die Höhe der Spannung hängt unter anderem von der Größe des Luftspalts zwischen Geber und Inkrementenrad ab. Bei einer gleichmäßigen Zahnfolge entspricht der Spannungsverlauf einer Sinuskurve. Durch Lücken oder im Inkrementenrad eingesetzten Dauermagneten werden dem Spannungsverlauf zusätzliche Signale überlagert, die etwa zur Positionsbestimmung verwendet werden.

## Anwendungen

Tonewheel in der Hammond-Orgel

### Hammondorgel
Passive Induktionsgeber waren bereits die Abnehmer im elektromechanischen Tongenerator der Hammondorgel. Bei ihr kam es nicht auf die Messung der Lage der als Zahnscheiben ausgeführten Inkrementenrädern (den Tonewheels) an, sondern auf Wellenform und Amplitude des Ausgangssignals. Um diese der Sinusform näher zu bringen, wurden Tiefpassfilter nachgeschaltet. Die Windungszahlen der Spulen variierten dementsprechend. Bei einem Tonewheel mit 192 Zähnen wurden weniger Windungen benötigt. Die Spule gleicht der Unterfadenrolle einer Haushaltsnähmaschine. Während bei den tiefsten Tönen das Tonewheel nur zwei Zähne aufwies, faktisch oval geschnitten wurde, benötigt dieselbe Amplitude ein Vielfaches an Windungen, was wiederum einen längeren Spulenkörper benötigte. Unebenheiten auf der Schnittfläche wurden hörbar, da sie wie ein Tonband auf einen Wiedergabekopf wirkten. Die Feineinstellung der Amplitude und damit der Lautstärke der einzelnen Grundtones wurde durch den Abstand von Kern zu Zahnscheibe justiert.

### Automatisiertes Schaltgetriebe
Bei automatisierten Schaltgetrieben werden die Zahnradgeschwindigkeiten von Motor und Getriebewellen induktiv gemessen, um die Kupplung zu schonen. Dies geschieht mit einer Phasenschlussschaltung. Die Getriebesteuergeräte geben Gas beim manuell initiierten Zurückschalten, um die Motordrehzahl der übersetzten Fahrgeschwindigkeit anzupassen. Aus Kostengründen findet hier teilweise die ebenfalls geeignete Massenware ABS-Sensor Verwendung. Diese können für die folgende Funktionen mitbenutzt werden:
- Digitaler Tachometer
- Tempomat

### Antiblockiersystem
Im Antiblockiersystem werden sie zur Erfassung der Radgeschwindigkeit innerhalb weniger Grad Drehwinkel eingesetzt. Bei älteren Fahrzeugen wurde als Inkrementenrad ein Zahnkranz auf die Gleichlaufgelenke zur Erfassung der Radgeschwindigkeit montiert. Der Abstand des Induktionsgeber zum Inkrementenrad ist für die Signalqualität entscheidend. Die Antriebsschlupfregelung (auch Traktionskontrolle genannt) benötigt ebenfalls die Radgeschwindigkeiten um sie untereinander und mit der Geschwindigkeit der Antriebswelle, an der der Tachometer misst, zu vergleichen.

### Induktive Zündauslösung und Motortiming
Bei der Induktiven Zündauslösung tasten Steuergeräte zur Bestimmung der winkelgenauen Motorstellung eine Zahnscheibe oder ein Zahnrad ab, welches ein verschmolzenes Paar Zähne oder einen fehlenden Zahn zur Nullpunkterkennung hat. Alternativ wird ein Dauermagnet in einen Zahn eingearbeitet, der eine höhere Spannung induziert. Durch Zählen der Impulse und Erfassung deren Frequenz können nach Kennfeld-Werten der Einspritzbeginn und Zündung ausgelöst werden.

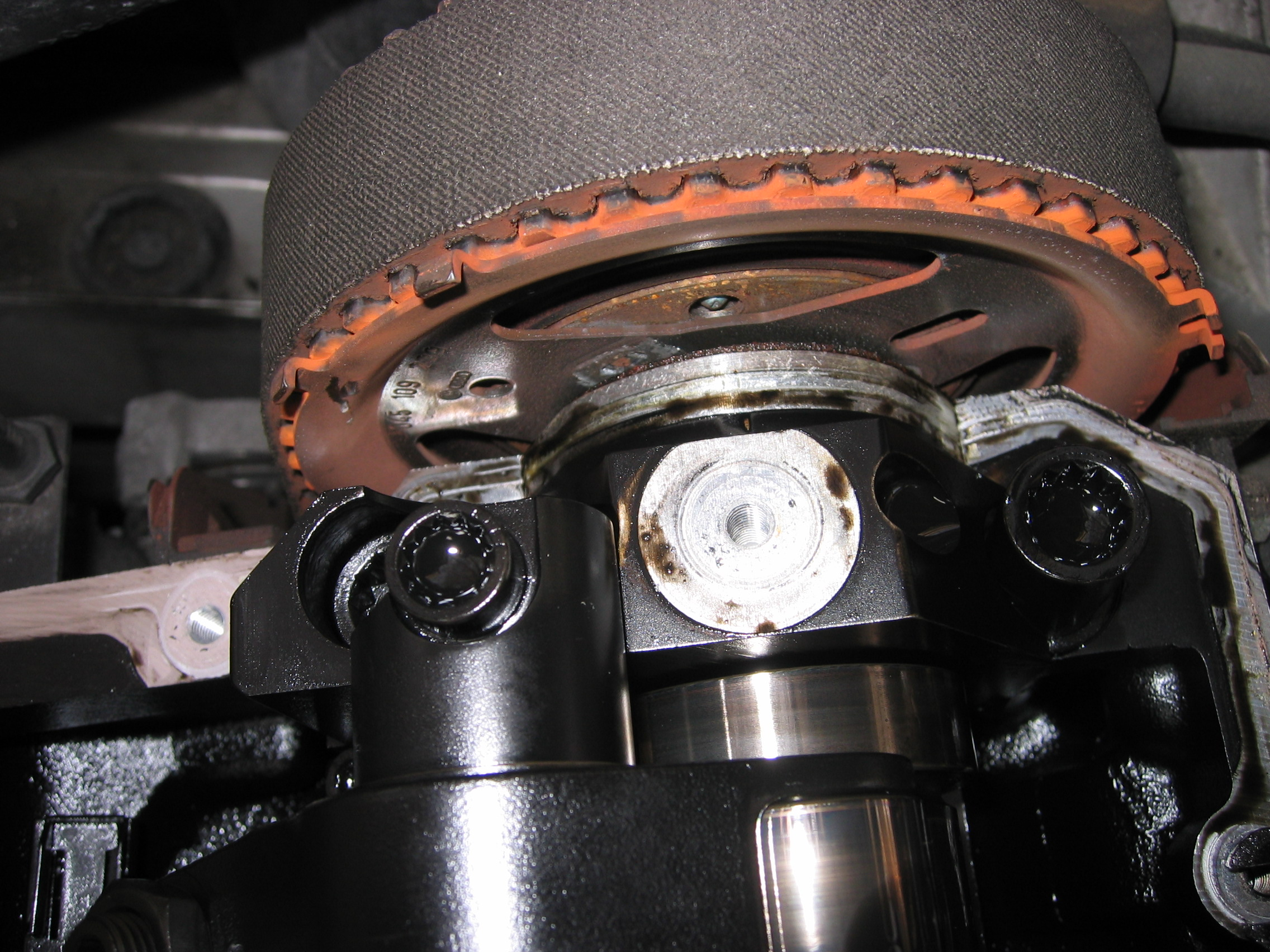
Motortiming an der Nockenwelle beim VW Lupo 3L 1,2 TDI: unter der Zahnriemenscheibe sitzt eine selektive Geberscheibe für den Induktionsgeber

### Verschleißfreie Schalter an einer Nockenwelle im Maschinenbau
Im Maschinenbau werden ebenfalls Maschinenzustände auf diese Weise erfasst. Nockenwellenschalter können durch einen jeweiligen Induktionsgeber oder ein Inkrementenrad mit einem einzigen Induktionsgeber und einen Digitalzähler verschleißfrei ersetzt werden. Findet jedoch keine oder eine nur langsame Bewegung der zu erfassenden Teile statt oder muss der Einschaltzustand erfasst werden, bevor die Maschine anfährt, werden die in diesem Bereich häufiger verwendeten induktiven Näherungsschalter eingesetzt.